# Shorttrack-Europameisterschaften 2020
Die Shorttrack-Europameisterschaften 2020 waren die 24. Auflage der Shorttrack-Europameisterschaften und fanden vom 24. bis zum 26. Januar 2020 in der Főnix Aréna in der ungarischen Stadt Debrecen statt. Ausrichter war die Internationale Eislaufunion (ISU).
Erfolgreichste Teilnehmerin war die Niederländerin Suzanne Schulting, die fünf Goldmedaillen gewann. Bei den Männern war Shaoang Liu aus Ungarn am erfolgreichsten. Er konnte drei Gold- und zwei Silbermedaillen gewinnen.

## Teilnehmende Nationen
Insgesamt nahmen 136 Athleten aus 24 Ländern an den Europameisterschaften teil, darunter 73 Männer und 63 Frauen.
| Teilnehmende Nationen (Frauen/Männer)                                                                        | Teilnehmende Nationen (Frauen/Männer)                                                      | Teilnehmende Nationen (Frauen/Männer)                                                       | Teilnehmende Nationen (Frauen/Männer)                                                 |
| --- | ------------------------------------------------------------------------------------------ | ------------------------------------------------------------------------------------------- | ------------------------------------------------------------------------------------- |
| Belarus (4/2) Belgien (2/2) Bosnien und Herzegowina (0/1) Bulgarien (4/1) Deutschland (5/5) Frankreich (4/5) | Großbritannien (3/5) Irland (0/2) Israel (0/1) Italien (5/5) Kroatien (4/2) Lettland (1/5) | Luxemburg (0/2) Niederlande (5/5) Österreich (0/2) Polen (5/5) Russland (5/5) Schweiz (0/1) | Serbien (1/1) Slowakei (2/0) Tschechien (4/2) Türkei (0/5) Ukraine (4/4) Ungarn (5/5) |

## Ablauf

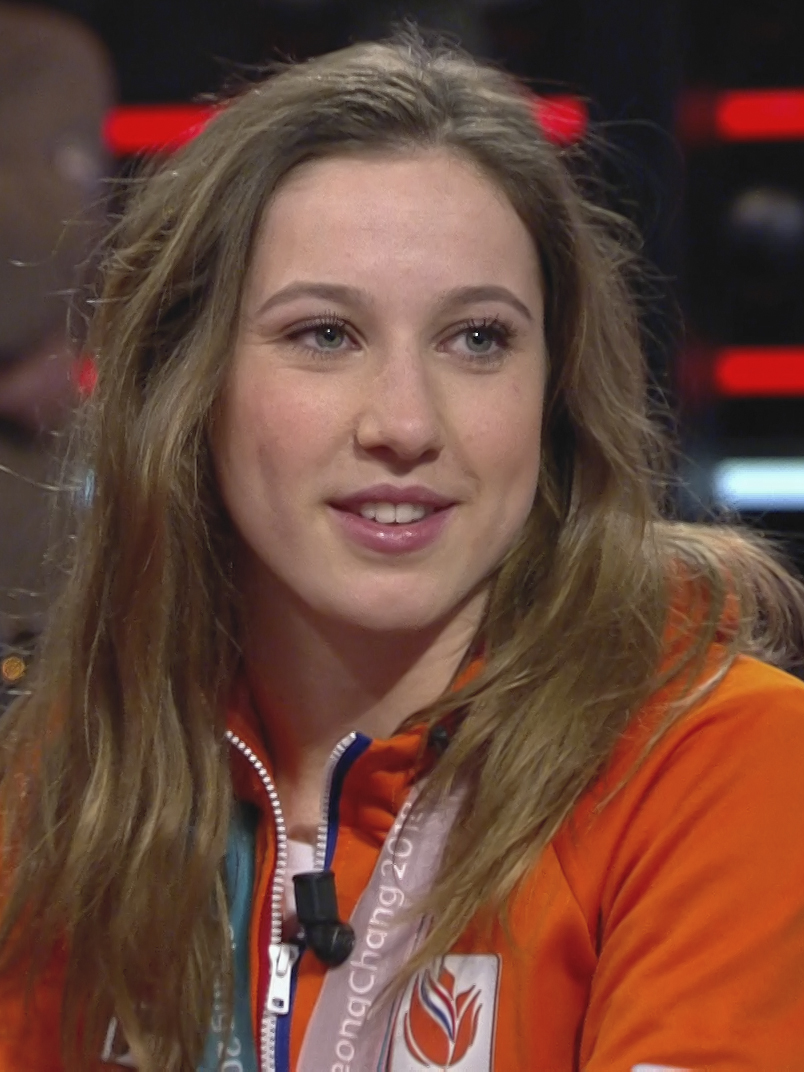
Suzanne Schulting war mit fünf Goldmedaillen erfolgreichste Teilnehmerin der Europameisterschaften.

Im Rahmen der Shorttrack-EM 2020 wurden Einzelrennen über 500 Meter, 1000 Meter, 1500 Meter und 3000 Meter (jeweils Frauen und Männer) sowie Staffeln über 3000 Meter (Frauen) und 5000 Meter (Männer) gelaufen. Die Finalteilnehmer auf jeder Einzelstrecke erhielten gemäß ihrer Platzierung Punkte, die zusammengerechnet eine Gesamtwertung ergaben. Die besten acht Athleten dieser Wertung nach den ersten drei gelaufenen Distanzen qualifizierten sich für das Superfinale über 3000 Meter. Die Erstplatzierten dieses Superfinals erhielten – anders als auf den anderen Einzelstrecken – keine eigenen Medaillen, sodass insgesamt zehn Europameistertitel vergeben wurden: pro Geschlecht je drei auf den Einzelstrecken bis 1500 Meter, einer im Mehrkampf und einer in den Staffeln.
Bei den Frauen entschied Suzanne Schulting die Wettkämpfe über 500, 1000 und 1500 Meter für sich. Im 3000-Meter-Superfinale wurde sie ohne Ergebnis gewertet. Die Europameisterschafts-Gesamtwertung führte Schulting dennoch wie schon 2019 an, ihr Vorsprung auf die zweitplatzierte Arianna Fontana betrug 34 Punkte. Im Staffel-Rennen gewannen die Niederländerinnen die Goldmedaille vor dem italienischen Team und der Staffel aus Russland.
Die Einzelrennen der Männer über 500 und 1000 Meter gewann der Ungar Shaolin Sándor Liu. Sein Bruder Shaoang Liu war über 1500 Meter und im Mehrkampf siegreich. Den Europameistertitel im Staffelwettbewerb gewann das russische Team vor den Staffeln der Niederlande und Italien.

## Ergebnisse

### Frauen
| Wettbewerb             | Gold                                                                           | Gold         | Silber                                                                                       | Silber       | Bronze | Bronze       |
| Wettbewerb             | Athletin                                                                       | Leistung     | Athletin                                                                                     | Leistung     | Athletin | Leistung     |
| ---------------------- | ------------------------------------------------------------------------------ | ------------ | -------------------------------------------------------------------------------------------- | ------------ | --- | ------------ |
| 500 Meter              | Suzanne Schulting                                                              | 0:43,442 min | Martina Valcepina                                                                            | 0:43,568 min | Natalia Maliszewska                                                                                             | 0:43,709 min |
| 1000 Meter             | Suzanne Schulting                                                              | 1:33,353 min | Lara van Ruijven                                                                             | 1:33,464 min | Arianna Fontana                                                                                                 | 1:33,596 min |
| 1500 Meter             | Suzanne Schulting                                                              | 2:35,915 min | Arianna Fontana                                                                              | 2:36,134 min | Anna Seidel | 2:36,319 min |
| 3000 Meter Superfinale | Arianna Fontana                                                                | 5:46,150 min | Jekaterina Jefremenkowa                                                                      | 5:46,451 min | Martina Valcepina                                                                                               | 5:46,618 min |
| 3000 Meter Staffel     | NiederlandeRianne de Vries Suzanne Schulting Yara van Kerkhof Lara van Ruijven | 4:12,877 min | ItalienNicole Botter Gomez Arianna Fontana Cynthia Mascitto Martina Valcepina Arianna Sighel | 4:13,022 min | RusslandJekaterina Jefremenkowa Jekaterina Konstantinowa Emina Malagitsch Sofja Proswirnowa Jewgenija Sacharowa | 4:25,577 min |
| Gesamtwertung          | Suzanne Schulting                                                              | 102 Punkte   | Arianna Fontana                                                                              | 68 Punkte    | Martina Valcepina                                                                                               | 34 Punkte    |

### Männer
| Wettbewerb             | Gold                                                                                          | Gold         | Silber                                                                            | Silber       | Bronze                                                                                 | Bronze       |
| Wettbewerb             | Athlet                                                                                        | Leistung     | Athlet                                                                            | Leistung     | Athlet                                                                                 | Leistung     |
| ---------------------- | --------------------------------------------------------------------------------------------- | ------------ | --------------------------------------------------------------------------------- | ------------ | -------------------------------------------------------------------------------------- | ------------ |
| 500 Meter              | Shaolin Sándor Liu                                                                            | 0:41,244 min | Shaoang Liu                                                                       | 0:41,517 min | Semjon Jelistratow                                                                     | 0:41,686 min |
| 1000 Meter             | Shaolin Sándor Liu                                                                            | 1:25,636 min | Shaoang Liu                                                                       | 1:25,667 min | Semjon Jelistratow                                                                     | 1:25,831 min |
| 1500 Meter             | Shaoang Liu                                                                                   | 2:25,871 min | Itzhak de Laat                                                                    | 2:25,960 min | Vladislav Bykanov                                                                      | 2:26,075 min |
| 3000 Meter Superfinale | Semjon Jelistratow                                                                            | 4:57,674 min | Stijn Desmet                                                                      | 4:57,721 min | Itzhak de Laat                                                                         | 4:57,766 min |
| 5000 Meter Staffel     | RusslandDenis Airapetjan Daniil Jeibog Semjon Jelistratow Pawel Sitnikow Alexander Schulginow | 7:06,884 min | NiederlandeDaan Breeuwsma Itzhak de Laat Sven Roes Dennis Visser Dylan Hoogerwerf | 7:06,984 min | ItalienMattia Antonioli Andrea Cassinelli Yuri Confortola Tommaso Dotti Marco Giordano | 7:07,055 min |
| Gesamtwertung          | Shaoang Liu                                                                                   | 77 Punkte    | Shaolin Sándor Liu                                                                | 75 Punkte    | Semjon Jelistratow                                                                     | 65 Punkte    |

## Medaillenspiegel
| Platz  | Land        | Gold | Silber | Bronze | Gesamt |
| ------ | ----------- | ---- | ------ | ------ | ------ |
| 1      | Niederlande | 5    | 3      | –      | 8      |
| 2      | Ungarn      | 4    | 3      | –      | 7      |
| 3      | Russland    | 1    | –      | 4      | 5      |
| 4      | Italien     | –    | 4      | 3      | 7      |
| 5      | Deutschland | –    | –      | 1      | 1      |
| 5      | Israel      | –    | –      | 1      | 1      |
| 5      | Polen       | –    | –      | 1      | 1      |
| Gesamt | Gesamt      | 10   | 10     | 10     | 30     |